# Mariene ecoregio
Een mariene ecoregio is een gebied waar de samenstelling van de soorten die het bevat relatief homogeen is en duidelijk te onderscheiden is van andere aangrenzende gebieden. Ecologisch gezien zijn dit sterk samenhangende eenheden, groot genoeg om de ecologische processen of levensgeschiedenis van de meerderheid van de sedentaire soorten die ze bewonen te omvatten.
Mariene ecoregio's zijn gedefinieerd door The Nature Conservancy (TNC) en het World Wide Fund for Nature (WWF) om te helpen bij activiteiten voor het behoud van de natuur van mariene ecosystemen.
Naast mariene ecoregio's zijn er ook zoetwater ecoregio's en terrestrische ecoregio's.

## Geschiedenis en kenmerken
Sinds het midden van de 19e eeuw zijn er pogingen ondernomen om de ecosystemen in de mariene wateren van de wereld te classificeren en verschillende wetenschappers hebben verschillende systemen voorgesteld.
Het mondiale ecoregiosysteem vindt zijn oorsprong in de 43 mariene ecoregio's die door Global 200 als prioritaire natuurbeschermingsgebieden zijn aangemerkt. In 2007 hebben The Nature Conservancy en het World Wide Fund for Nature dit plan verfijnd en uitgebreid om te voorzien in een systeem dat alle kustwateren en wateren van het continentaal plat tot 200 meter diep van de wereld bestrijkt, waardoor het systeem van mariene ecoregio's van de wereld (Engels: Marine Ecoregions of the World, MEOW) ontstond. Elke ecoregio strekt zich 370 kilometer (200 zeemijl) of verder uit de kust uit, tot een diepte van 200 meter, afhankelijk van wat verder weg is. Deze diepte komt vaak overeen met de rand van het continentaal plat of de continentale helling, en daar worden grote biotische veranderingen waargenomen.
Het schema dat wordt gebruikt om mariene ecoregio's aan te wijzen en te classificeren is analoog aan het schema dat wordt gebruikt om andere soorten ecoregio's te definiëren. De ontwikkeling ervan vereiste diepgaande analyses van de gehele mondiale mariene biota.
Op mondiale schaal bestaat de ontwikkelde structuur uit een hiërarchisch systeem, dat in totaal 232 mariene ecoregio's omvat, die zijn gegroepeerd in 62 mariene provincies, die op hun beurt weer zijn gegroepeerd zijn in 12 mariene rijken. Deze vertegenwoordigen de grote latidunale verschillen van de polaire, gematigde en tropische zeeën, met onderverdelingen gebaseerd op oceaanbekkens, met uitzondering van de gematigde oceanen van het zuidelijk halfrond, die gebaseerd zijn op continenten.
Een ander soortgelijk systeem voor het identificeren van oceaangebieden voor natuurbehoudsdoeleinden is de Large Marine Ecosystems (LME), ontwikkeld door de National Oceanic and Atmospheric Administration (NOAA) van de Verenigde Staten.
Alle ruimtelijke eenheden werden gedefinieerd op grotendeels vergelijkbare biogeografische basis. De onderzochte informatie heeft betrekking op habitat, dominante geomorfologische kenmerken, zeestromingen en temperaturen, waarop de gebieden en hun grenzen werden geïdentificeerd. In veel gevallen waren deze uiteenlopende benaderingen verenigbaar, gezien het nauwe verband tussen biodiversiteit en onderliggende abiotische factoren.

## Indeling
Het systeem is opgedeeld in mariene rijken, mariene provincies en mariene ecoregio's.

### Mariene rijken
Het is het grootste systeem van ruimtelijke eenheden. Het is gebaseerd op het concept van terrestrische rijken, gebieden van continentale of subcontinentale omvang met verenigbare kenmerken van hun geografie, fauna, flora en vegetatie.
Vanuit een marien perspectief wordt het rijk gedefinieerd als: zeer grote kust-, bentische of pelagische oceanische gebieden, waarbinnen hun biota intern coherent zijn op de hoogste taxonomische niveaus, als resultaat van het delen van een unieke evolutionaire geschiedenis. Ze hebben een hoog niveau van endemisme, dat in sommige groepen op generiek en familiaal niveau voorkomt. Factoren die de ontwikkeling van deze unieke biota's aandrijven, zijn onder meer de watertemperatuur, historische isolatie en de nabijheid van benthos op grote schaal.
In het MEOW-systeem zijn er 12 mariene rijken gedefinieerd: Arctica, Gematigde Noordelijke Atlantische Oceaan, Gematigde Noordelijke Stille Oceaan, Tropische Atlantische Oceaan, Westelijke Indo-Pacific, Centrale Indo-Pacific, Oostelijke Indo-Pacific, Tropische Oostelijke Stille Oceaan, Gematigd Zuid-Amerika, Gematigd Zuidelijk Afrika, Gematigd Australazië en Zuidelijke Oceaan.

### Mariene provincies
De categorie die zich binnen de mariene rijken nestelt, is die van de provincie. Provincies zijn grote gebieden die worden gedefinieerd door de aanwezigheid van verschillende biota's die op zijn minst enige samenhang hebben gedurende het evolutionaire tijdsbestek.
De provincies kennen een zekere mate van endemisme, voornamelijk op soortniveau. Hoewel historische isolatie een rol speelt, zijn veel van deze biota's ontstaan als gevolg van de kenmerkende abiotische kenmerken die hun grenzen bepalen. Dit kunnen onder meer geomorfologische kenmerken zijn (een geïsoleerd eiland, halfingesloten zeeën), hydrografische kenmerken (opwellingen, oceaanstromingen, ijsdynamiek) of geochemie (grootschalige invloeden van de toevoer van voedingsstoffen en het zoutgehalte).
In ecologische termen zijn provincies samenhangende eenheden die de levensgeschiedenis van een breder aantal taxa kunnen omvatten, inclusief mobiele en verspreide soorten.

### Mariene ecoregio's
Ecoregio's zijn de kleinste eenheden in het MEOW-systeem. Ze worden gedefinieerd als gebieden waar de samenstelling van hun soort relatief homogeen is, en aanzienlijk verschilt van aangrenzende ecoregio's. De soortensamenstelling wordt doorgaans bepaald door de overheersing van een klein aantal ecosystemen en/of een onderscheidende reeks oceanografische of topografische kenmerken. De dominante biogeografische factoren die de definitie van ecoregio's afdwingen variëren van plaats tot plaats, maar kunnen onder meer isolatie, opwelling, nutriëntentoevoer, zoetwaterinstroom, temperatuurregimes, ijsregimes, blootstelling, sedimenten, oceaanstromingen, bathymetrie en kustcomplexiteit omvatten.
In ecologische termen zijn dit sterk samenhangende eenheden, groot genoeg om de ecologische processen of levensgeschiedenis van de meeste sedentaire soorten te omvatten. Hoewel sommige mariene ecoregio's aanzienlijke niveaus van endemisme kunnen kennen, is dit geen doorslaggevende sleutel bij de identificatie van de ecoregio, zoals in het geval van ecoregio's van terrestrische ecosystemen.

## Grote ecologische groepen
Ecologisch gezien zijn mariene ecoregio's gegroepeerd in 5 grote groepen:
- Polaire mariene ecoregio's
- Ecoregio's van gematigde zeeën en plateaus
- Mariene ecoregio's van gematigde ontsluitingen
- Mariene ecoregio's van tropische ontsluitingen
- Tropische koraal-ecoregio's